# Miss Mundo 1982
Miss Mundo 1982 fue la 32.ª edición del certamen de Miss Mundo, cuya final se realizó el 18 de noviembre de 1982 en el Royal Albert Hall, Londres (Reino Unido). La ganadora fue Mariasela Álvarez de República Dominicana. Fue coronada por Miss Mundo 1981, Pilín León de Venezuela.

## Resultados
| Resultados Finales      | Finalistas |
| ----------------------- | --- |
| Miss Mundo 1982         | - República Dominicana - Mariasela Álvarez |
| 1° Finalista            | - Finlandia - Sari Kaarina Aspholm |
| 2° Finalista            | - Reino Unido - Della Dolan |
| 3° Finalista            | - Suiza - Lolita Morena |
| 4° Finalista            | - Estados Unidos - LuAnn Caughey |
| 5° Finalista            | - Trinidad y Tobago - Althea Rocke |
| 6° Finalista            | - Irlanda - Roberta Brown |
| Semifinalistas (Top 15) | - Australia - Catherine Morris - Bolivia - Brita Cederberg - Dinamarca - Tina Nielsen - Filipinas - Sara-Jane Areza - Guam - Frances Limtiaco - Islas Caimán - Maureen Lewis - Yugoslavia - Ana Sasso - Zimbabue - Caroline Murinda |

### Premiaciones Especiales
- Miss Personalidad:  Islas Caimán - Maureen Lewis
- Miss Fotogénica:  Suiza - Lolita Morena

### Reinas Continentales
- África:  Zimbabue - Caroline Murinda
- América:  República Dominicana - Mariasela Álvarez
- Asia:  Filipinas - Sara-Jane Areza
- Europa:  Finlandia - Sari Kaarina Aspholm
- Oceanía:  Australia - Catherine Ann Morris

## Candidatas
68 candidatas participaron en el certamen.

### Abandonos
- Austria: Rita Isabelle Zehtner no concretó su participación por motivos personales.

## Sobre los países en Miss Mundo 1982

### Debut
- Indonesia
- Islas Turcas y Caicos

### Retiros
- Argentina: Esta nación desiste de competir a causa del conflicto que tuvo con el Reino Unido debido a la Guerra de las Malvinas.
- Austria
- Jersey
- Lesoto
- Papúa Nueva Guinea
- Surinam

### Regresos
- Compitió por última vez en 1977:
  -  Yugoslavia
- Compitió por última vez en 1979:
  -  Portugal
- Compitieron por última vez en 1980:
  -  Islas Vírgenes Americanas
  -  Panamá
  -  Paraguay

### Crossovers
Miss Universo
- 1980:  Trinidad y Tobago - Althea Ingrid Rocke
- 1982:  Bélgica - Marie-Pierre Lemaitre
- 1982:  Bermudas - Heather Ross
- 1982:  Finlandia - Sari Kaarina Aspholm (Top 12)
- 1982:  Francia - Martine Philipps
- 1982:  Islas Caimán - Maureen Theresa Lewis (Miss Simpatía)
- 1982:  Noruega - Janett Krefting
- 1982:  Reino Unido - Della Frances Dolan (Top 12)
- 1983:  Chipre - Marina Elena Rauscher
- 1983:  España - Ana Isabela Herrero (Top 12)
- 1983:  Gibraltar - Louise Gillingwater
- 1983:  Indonesia - Andi Botenri
- 1983:  Irlanda - Roberta Brown (Segunda finalista)
- 1983:  Suiza - Lolita Morena (Tercera finalista y Miss Fotogénica)
- 1983:  Islas Turcas y Caicos - Lolita Ariza

Miss Europa
- 1983:  Suecia - Anne-Lie Sjöberg (Primera Finalista)

## Otros datos de relevancia
- Cally Kwong Mei-Wan de Hong Kong ahora es una exitosa cantante en Asia.